# 1엔 동전
1엔 동전(일본어: 一円硬貨)은 일본 엔의 기준이 되는 동전이다. 현재 1엔 주화는 일본 정부가 발행하는 보조 동전의 하나이다. 소재는 알루미늄(알루미늄 100%), 테두리는 평면이며 무게는 1g, 지름은 20.0mm, 두께는 1.5mm이다.
앞면에는 일본국(日本国)과 1엔(一円, "일엔")을 뜻하는 일본어의 한자가 쓰여져 있고 어린 나뭇가지 그림이 그려져 있다. 어린 나뭇가지는 일본의 건강한 성장을 의미한다. 뒷면에는 1엔을 뜻하는 아라비아 숫자 "1"과 제조 연도가 쓰여져 있다.

## 역사
1870년에 처음으로 발행되었으며 1871년에는 1엔 금화, 1874년에는 1엔 은화가 발행된 적이 있다. 1948년에 1엔 황동화가 발행되었으나 1950년에 금속 원자재 가격 상승으로 인해 발행을 중단했고 1953년에 법화로서의 효력을 상실했다. 1954년에는 일본에서 새로운 1엔 동전 디자인 공모전이 진행되었는데 앞면에는 어린 나뭇가지가 그려져 있는 디자인, 뒷면에는 액면 숫자 "1"이 쓰여져 있는 디자인이 선정되었다. 1955년 1월 13일에 일본 대장성이 새로운 1엔 동전 디자인을 승인하면서 1955년부터 1엔 알루미늄화가 발행되었다.
1960년대에 일본에서 일어난 고도경제성장에 따른 인플레이션과 자동 판매기의 보급으로 인해 일어난 극심한 보조 화폐 부족 현상을 해결하기 위하여 과잉 제조 현상이 일어났다. 1968년에는 일시적으로 발행되지 않았다가 나중에 발행이 재개되었다. 1989년에 일본에서 3% 수준의 소비세가 도입되면서 5엔 동전과 함께 유통량과 제조량이 증가했으나 1997년에 소비세가 5% 수준으로 상향되면서 제조량이 크게 줄어들었다.
2000년대에 들어서면서 금속 원자재 상승, 디지털 화폐 사용이 증가하면서 일본 재무성은 2011년부터 2013년까지 1엔 동전 발행을 중단했다. 이에 따라 1엔 동전은 민트 세트용으로만 제조되었다. 2014년에 일본에서 소비세가 8% 수준으로 상승하면서 1엔 동전 발행이 재개되었으나 2016년에 민트 세트용을 제외한 1엔 동전 제조를 중단했다.

## 연혁
- 1870년: 구 1엔 은화 발행.
- 1871년: 구 1엔 금화(본위 금화) 발행.
- 1874년: 신 1엔 은화 발행.
- 1948년: 1엔 황동화 발행. (소재: 황동(구리 60%-70%, 아연 30%-40%), 무게: 3.2g, 지름: 20.0mm, 도안 소재: 귤(앞면))
- 1953년 12월 31일: 《소액 통화의 정리 및 지불 금액 끝자리 계산에 관한 법률(일본어: 小額通貨の整理及び支払金の端数計算に関する法律, 1953년(쇼와 28년) 일본국 법률 제60호)》에 의해 1엔 황동화의 통용이 금지되고 법화로서의 효력을 상실함.
- 1955년: 1엔 알루미늄화 발행.

### 역대 동전

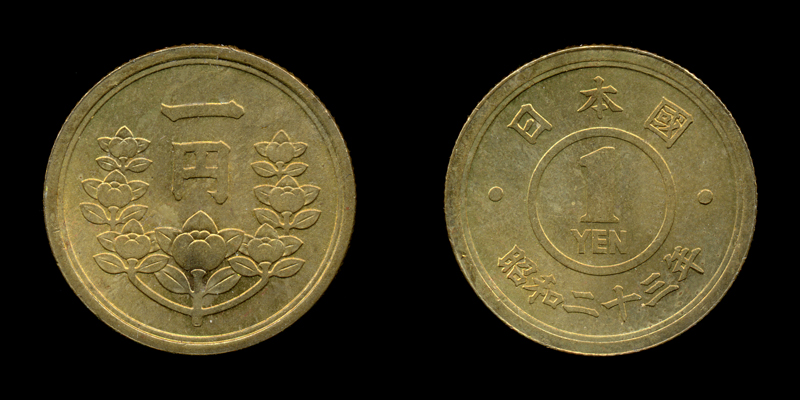
1엔 황동화 (1948년 발행, 1953년 법화로서의 효력을 상실)
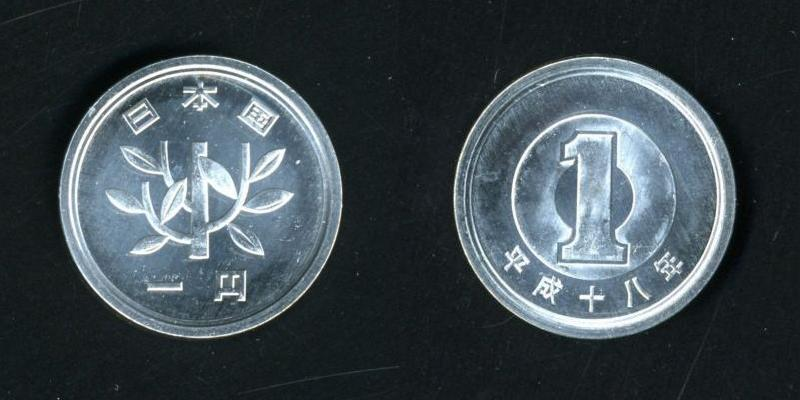
2006년(헤이세이 18년)에 발행된 1엔 동전